# Connecticut Open 2015
Connecticut Open 2015 byl profesionální tenisový turnaj pořádaný jako součást ženského okruhu WTA Tour, který se odehrával na otevřených dvorcích s tvrdým povrchem v areálu Cullman-Heyman Tennis Center. Konal se mezi 24. až 29. srpnem 2015 v americkém New Havenu, ležícím v Connecticutu, jako 47. ročník turnaje.
Jednalo se o poslední čtvrtý díl ženské části US Open Series 2015, jakožto závěrečné přípravy v týdnu před newyorským grandslamem US Open 2015. Turnaj s rozpočtem 754 163 dolarů patřil do kategorie WTA Premier Tournaments. Do roku 2013 nesla událost název New Haven Open at Yale.
Nejvýše nasazenou hráčkou ve dvouhře se měla stát světová dvojka Simona Halepová, která se však před zahájením odhlásila pro stehenní poranění. V pavouku ji nahradila Lesja Curenková. Pozici turnajové jedničky tak zaujala pátá žena žebříčku a obhájkyně titulu Petra Kvitová. Poslední přímou účastnicí v hlavní soutěži se stala 37. hráčka klasifikace Darja Gavrilovová, kterou v úvodní fázi vyřadila Barbora Strýcová. 
Třetí trofej ve čtyřech letech získala druhá nasazená Petra Kvitová, která v českém finále přehrála šestou ženu klasifikace Lucii Šafářovou a zvýšila poměr vzájemných utkání na 7–0. Ženskou čtyřhru ovládl německo-český pár Julia Görgesová a Lucie Hradecká.

## Distribuce bodů a finančních odměn

### Distribuce bodů
| Soutěž      | vítězky | finalistky | semifinalistky | čtvrtfinalistky | 16 v kole | 32 v kole | Q | Q2 | Q1 |
| ----------- | ------- | ---------- | -------------- | --------------- | --------- | --------- | - | -- | -- |
| dvouhra žen | 470     | 305        | 185            | 100             | 55        | 30        | 1 | 25 | 13 |
| čtyřhra žen | 470     | 305        | 185            | 100             | 1         |           |   |    |    |

### Finanční odměny
| Soutěž                              | vítězky  | finalistky | semifinalistky | čtvrtfinalistky | 16 v kole | 32 v kole | Q2     | Q1   |
| ----------------------------------- | -------- | ---------- | -------------- | --------------- | --------- | --------- | ------ | ---- |
| dvouhra                             | $128 250 | $68 385    | $36 185        | $19 470         | $10 366   | $2 360    | $1 080 | $675 |
| čtyřhra                             | $40 600  | $21 380    | $11 760        | $5 985          | $3 240    | —         | —      | —    |
| částka ve čtyřhře je uvedena na pár |          |            |                |                 |           |           |        |      |

## Ženská dvouhra

### Nasazení
| Stát                          | Hráčka              | WTA | Nasazení |
| ----------------------------- | ------------------- | --- | -------- |
| Rumunsko                      | Simona Halepová     | 3.  | 1.       |
| Česko                         | Petra Kvitová       | 4.  | 2.       |
| Dánsko                        | Caroline Wozniacká  | 5.  | 3.       |
| Česko                         | Lucie Šafářová      | 6.  | 4.       |
| Česko                         | Karolína Plíšková   | 7.  | 5.       |
| Švýcarsko                     | Timea Bacsinszká    | 14. | 6.       |
| Polsko                        | Agnieszka Radwańská | 15. | 7.       |
| Itálie                        | Sara Erraniová      | 16. | 8.       |
| Žebříček WTA k 17. srpnu 2015 |                     |     |          |

### Jiné formy účasti
Následující hráčky obdržely divokou kartu do hlavní soutěže:
- Agnieszka Radwańská
- Alison Riskeová
- Lucie Šafářová
- Caroline Wozniacká

Následující hráčky si zajistily postup do hlavní soutěže v kvalifikaci:
- Olga Govorcovová
- Polona Hercogová
- Julia Putincevová
- Magdaléna Rybáriková
- Olga Savčuková
- Roberta Vinciová
  -  Lesja Curenková – jako šťastná poražená

### Odstoupení
před zahájením turnaje
- Belinda Bencicová → nahradila ji Darja Gavrilovová
- Simona Halepová (poranění levého stehna) → nahradila ji Lesja Curenková
- Jekatěrina Makarovová → nahradila ji Barbora Strýcová
- Sloane Stephensová → nahradila ji Cvetana Pironkovová

### Skrečování
- Olga Govorcovová
- Elina Svitolinová

## Ženská čtyřhra

### Nasazení
| Stát                                                                       | Hráčka                  | Stát      | Hráčka            | WTA | Nasazení |
| -------------------------------------------------------------------------- | ----------------------- | --------- | ----------------- | --- | -------- |
| Slovinsko                                                                  | Katarina Srebotniková   | Rusko     | Jelena Vesninová  | 14. | 1.       |
| USA                                                                        | Raquel Kopsová-Jonesová | USA       | Abigail Spearsová | 31. | 2.       |
| Čínská Tchaj-pej                                                           | Čan Chao-čching         | Austrálie | Casey Dellacquová | 48. | 3.       |
| Německo                                                                    | Julia Görgesová         | Česko     | Lucie Hradecká    | 60. | 4.       |
| Žebříček WTA k 17. srpnu 2015; číslo je součtem umístění obou členek páru. |                         |           |                   |     |          |

### Jiné formy účasti
Následující pár obdržel divokou kartu do hlavní soutěže:
- Lauren Davisová /  Alison Riskeová

## Přehled finále

### Ženská dvouhra
- Petra Kvitová vs.  Lucie Šafářová, 6–7(6–8), 6–2, 6–2

### Ženská čtyřhra
- Julia Görgesová /  Lucie Hradecká vs.  Čuang Ťia-žung /  Liang Čchen, 6–3, 6–1